# Szlak Młodości Eichendorffa
Szlak Młodości Eichendorffa, nazývaná také Szlak im. Młodości J. Von Eichendorffa a česky lze neoficiálně přeložit např. jako Trasa Eichendorffovy mládeže, je značená turistická trasa v Horním Slezsku v jižním Polsku. Nachází se v okrese Ratiboř ve Slezském vojvodství a v geomorfologických celcích Opavská pahorkatina, Ratibořská kotlina a Płaskowyż Rybnicki.

## Historie a popis
Modře značená trasa, která nese název po místním německém romantickém spisovateli Joseph Karl Benedikt svobodný pán von Eichendorff (1788–1857), má délku 21 km. Byla pravděpodobně postavena v roce 1988 u příležitosti 200. narození básníka. Stezka nabízí možnost poznat místa, která se básníkovi navždy vryla do paměti:
- Łubowice - Eichendorffovo rodiště
- Řeka Odra - kde se Eichendorff rád koupal a kde na bárce vyrážel až do Berlína.
- Ciechowice
- Nędza
- Rezerwat Przyrody Łężczok - známý komplex rybníků s lesy, kde se Eichendorf rád procházel, lovil a účastnil se loveckých hostin.
- Markowice
- Kobyla
- Kornowac - zde v zámku Eichendorff potkal svou velkou lásku, kterou byla mladá dcera majitelů panství Louisa von Larisch. Brzy se s ní oženil, ale jeho otec sňatek odsoudil, protože si přál bohatší snachu.
- Pogrzebień
- Pogwizdów (Brzezie) pod kopcem Widok - Eichendorff miloval výhledy z kopce Widok.

## Další informace
Trasa je celoročně volně přístupná. Omezení mohou být v Přírodní rezervaci Łężczok v době hnízdění ptáků. Trasa se prolína nebo navazuje na četné další stezky a cyklostezky.